# 佳能 EOS 850D
Canon於2020年2月推出EOS850D，作為其入門級DSLR系列的更新款。相較於上一代EOS 800D，850D 搭載更新的影像處理器，改善了自動對焦與影片錄製功能。此機型在不同市場使用不同名稱，包括日本地區的EOSKissX10i與北美地區的EOSRebelT8i。

## 主要概述
該機配備可翻轉式觸控螢幕與內建閃光燈，操作介面延續前代風格，新增了眼睛偵測自動對焦與強化的追蹤功能。在日本市場稱為EOSKissX10i，北美市場稱為EOSRebelT8i，為EOS 800D 的後繼機種。機身重量約515克（含電池與記憶卡)，主要面向一般消費者與初學者。EOS 850D自2020年4月起於各地市場陸續上市。

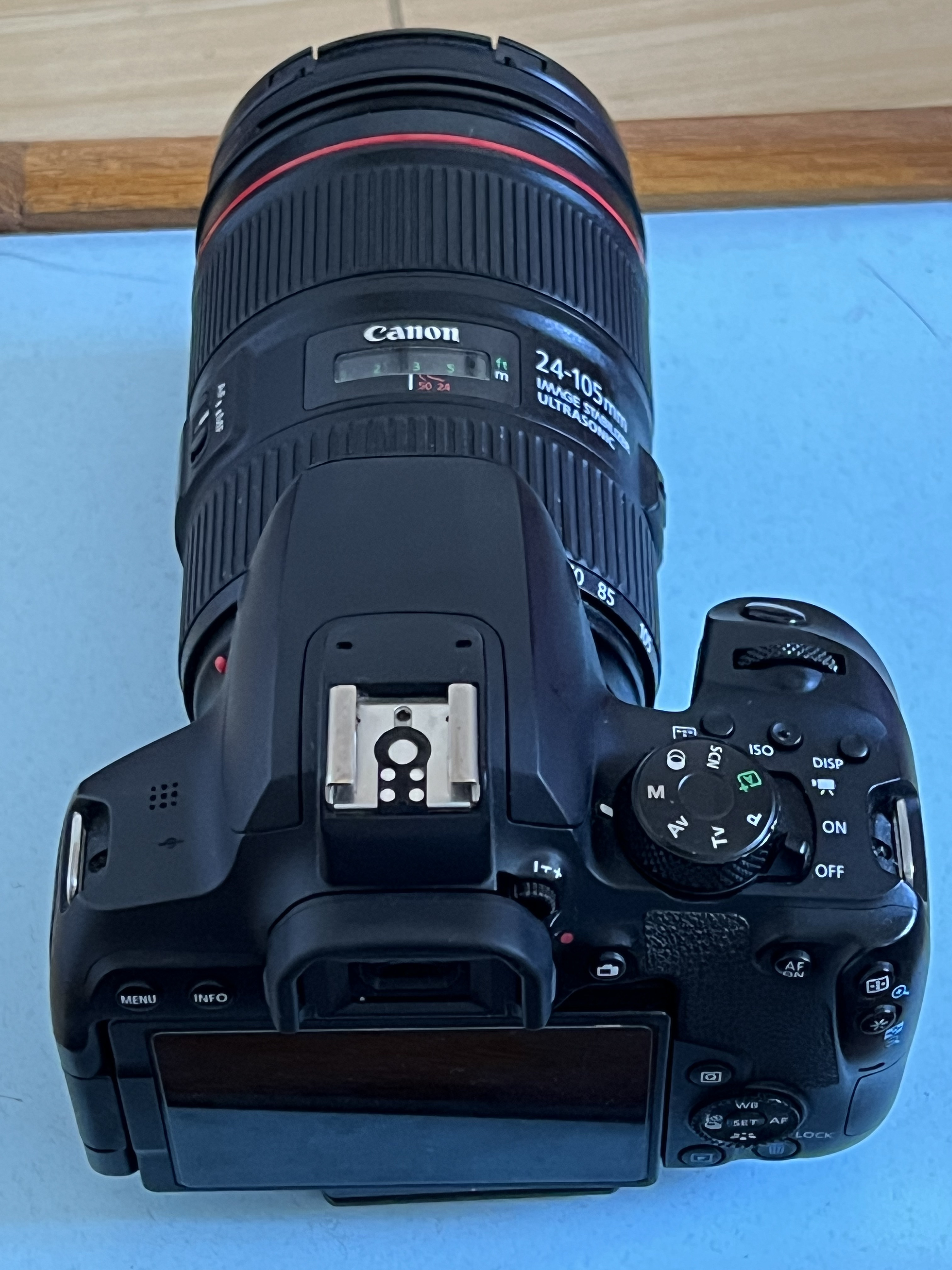
850D頂部搭配EF 24-105 F4L II IS USM
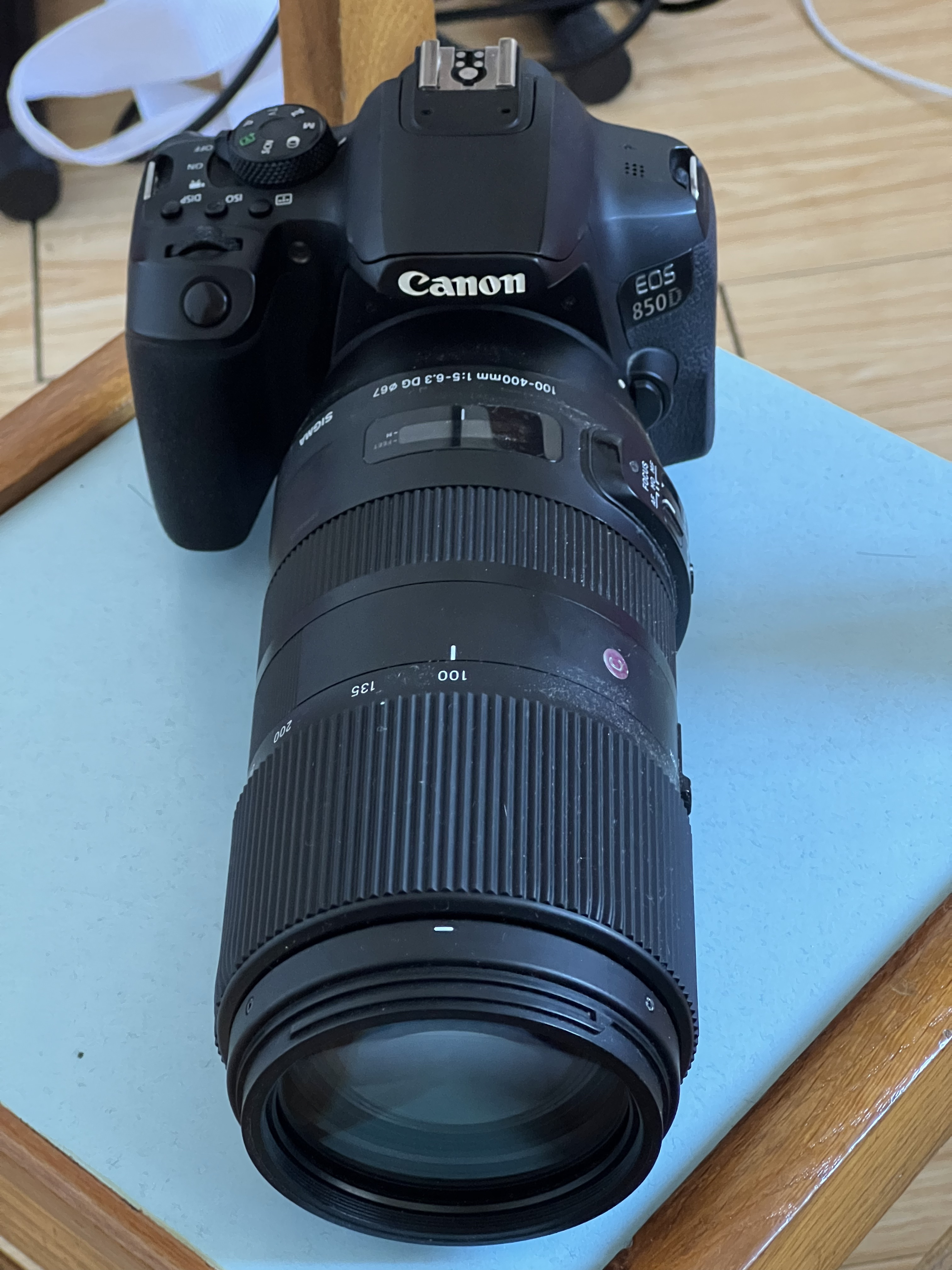

- 搭配SIGMA 100-400mm f/5-6.3 DG OS HSM|C

## 外部連結
- Canon EOS 850D Specs